# Daniëlle Jansen (wielrenster)
Daniëlle Jansen (Maurik, 27 januari 1979) is een Nederlands veldrijdster.
Jansen werd twee keer derde op het NK veldrijden, in 1999 en 2000. 